# Elaktjärnen, Lappland
Elaktjärnen är en sjö i Vilhelmina kommun i Lappland och ingår i Ångermanälvens huvudavrinningsområde. Sjön har en area på 0,103 kvadratkilometer och ligger 353 meter över havet.

## Delavrinningsområde
Elaktjärnen ingår i det delavrinningsområde (715665-155794) som SMHI kallar för Utloppet av Elaktjärnen. Medelhöjden är 401 meter över havet och ytan är 7,21 kvadratkilometer. Det finns inga avrinningsområden uppströms utan avrinningsområdet är högsta punkten. Vattendraget som avvattnar avrinningsområdet har biflödesordning 3, vilket innebär att vattnet flödar genom totalt 3 vattendrag innan det når havet efter 243 kilometer. Avrinningsområdet består mestadels av skog (80 procent). Avrinningsområdet har 0,1 kvadratkilometer vattenytor vilket ger det en sjöprocent på 1,4 procent.